# Western Australian Open 1980
Il Western Australian Open 1980  è stato un torneo di tennis giocato sull'erba. È stata la 13ª edizione del Western Australian Open, che fa parte dei Tornei di tennis maschili indipendenti nel 1980 e dei Tornei di tennis maschili indipendenti nel 1980. Si è giocato a Perth in Australia, dal 7 al 13 gennaio 1980.

## Campioni

### Singolare maschile
Colin Dibley ha battuto in finale  Chris Delaney con il punteggio di 6–2, 6–4

### Doppio maschile
Syd Ball /  Cliff Letcher hanno battuto in finale  Dale Collings /  Dick Crealy con il punteggio di 6–3, 6–4

### Singolare femminile
Susan Leo ha battuto in finale  Jenny Dimond-Gardiner con il punteggio di 6–1 0–6 6–0

### Doppio femminile
Informazione non disponibile